# Władysław Stanisław Łoś
Władysław Stanisław Łoś herbu Dąbrowa (zm. 10 marca 1694 w Warszawie) – wojewoda malborski w 1694 roku, wojewoda pomorski w latach 1684–1694, kasztelan chełmiński w latach 1681–1684, podskarbi pruski w latach 1684–1694, chorąży płocki w latach 1665–1681, stolnik płocki w latach 1657–1665, starosta pokrzywiński, skarszewski, dzierzgoński, pułkownik królewski w 1674 roku.

## Rodzina
Syn Andrzeja (zm. 1634), kasztelana słońskiego (1622–1633) i Kretkowskiej. Dwukrotnie żonaty.
Pierwsza żona Maria Elżbieta Kryszpin-Kirszensztein, córka Hieronima, podskarbiego wielkiego litewskiego którą poślubił około 1640 roku urodziła córkę Konstancję Różę Łoś (zm. 1752), późniejszą żonę Feliksa Kazimierza Potockiego (zm. 1702), wojewodę sieradzkiego i krakowskiego. Spokrewniona z rodem Potockich Konstancja była przez 50 lat wdową po śmierci męża i przeżyła ponad 100 lat. Syn Władysława i Marii Elżbiety, Jan zmarł na skutek nieszczęśliwego upadku z konia w Paryżu 1696.
Druga żona Barbara Guldenstern, córka Zygmunta kasztelana gdańskiego urodziła dwie córki, Ludwika Felicja, późniejsza żona Jana Działyńskiego, Antoniego Dominika Czartoryskiego, starosty lanckorońskiego i Fryderyka Wilhelma II oraz Eleonorę, żonę kasztelana i wojewody łęczyckiego Jerzego Antoniego Warszyckiego.
Jego potomkiem jest m.in. por. cc Ezechiel Łoś, cichociemny.

## Służba wojskowa i pełnione urzędy
Człowiek wybitnie zdolny i wymowny. Prawdopodobnie walczył ze Szwedami podczas potopu. W 1657 został mianowany stolnikiem płockim. Urząd ten pełnił do 1665, chorąży płocki (1668). 
Poseł sejmiku generalnego pruskiego na sejm 1664/1665 roku, sejm nadzwyczajny 1668 roku i sejm nadzwyczajny (abdykacyjny) 1668 roku. Poseł sejmiku lipneńskiego na sejm 1665 roku.
W 1665 zerwał sejm w obronie Jerzego Lubomirskiego. Podczas rokoszu Lubomirskiego stanął po stronie hetmana polnego. W 1666 jako poseł rokoszan odbył sekretne podróże do Sztokholmu, Düsseldorfu i Berlina, szukając pomocy dla przeciwników króla Jana Kazimierza.
Poseł na sejm nadzwyczajny 1670 roku z województwa malborskiego.
W 1673 na podstawie listu przypowiedniego sformował 200 osobowy regiment dragonii, nie wziął jednak udziału w bitwie pod Chocimiem, nie dotarł na czas w miejsce koncentracji wojsk koronnych.
Od 1674 był pułkownikiem wojsk koronnych, w tym roku jako dowódca regimentu dragonii walczył na Podolu i Ukrainie w kampanii Sobieskiego przeciwko Tatrom. Był elektorem Jana III Sobieskiego z województwa malborskiego w 1674 roku. Na początku 1676 był posłem z województwa malborskiego na sejm koronacyjny, jesienią tego roku był uczestnikiem bitwy z wojskami osmańskimi pod Żurawnem. Poseł sejmiku malborskiego na sejm 1677 roku, sejm 1678/1679 roku, sejm 1681 roku. Podczas sejmu w 1678 został wybrany deputatem urzędującym przy królu, wchodził w skład komisji powołanej do rozstrzygnięcia sporu z elektorem brandenburskim o Elbląg.
Należał do zwolenników antytureckiego sojuszu z Habsburgami, w 1683 wziął udział w odsieczy wiedeńskiej. Podczas tej kampanii 1 listopada 1683 otrzymał list przypowiedni na chorągiew pancerną po A. Modrzewskim, w dalszych walkach z Turkami nie brał osobiście udziału, chorągwią dowodził w jego imieniu wyznaczony porucznik. Chorągiew nosiła jego znak do 1692. Piastował urząd starosty skarszewskiego, dzierżgońskiego (kiszporskiego), pokrzywnickiego, latowickiego i podskarbiego ziem pruskich 1683. Był marszałkiem sejmiku dobrzyńskiego 1662, następnie marszałkiem sejmiku pruskiego 1671 roku.
W latach (1680–1683) pełnił urząd kasztelana chełmińskiego. Od 1683 do 1694 sprawował urząd wojewody pomorskiego. W 1689 wyjechał do Wiednia z poselstwem od Jana III Sobieskiego, wziął udział w rokowaniach z Turkami, w rozmowach z cesarzem nie uzyskał pomocy wojskowej, wbrew zaleceniom dworu zgodził się na mediację papieską w sporze z Austrią o Mołdawię i Wołoszczyznę. Pod koniec życia, w 1694 mianowany wojewodą malborskim.